# 金厂峪镇
金厂峪镇，是中华人民共和国河北省唐山市迁西县下辖的一个乡镇级行政单位。

## 行政区划
金厂峪镇下辖以下地区：
刘峪村、下营村、黑石峪村、金厂峪村、刘存寨村、崔家堡子村、水峪岭村、凿子岭村、榆木岭村、庙岭头村、河北庄村、郭庄户村、干柴峪村、张达峪村、麻达峪村、清水窝村、洪门店村、杨柳会村和刘家沟村。